# یاور صالحی
یاور صالحی (زاده ۱۳۳۶) سیاست‌مدار ایرانی است، که در دوره چهارم مجلس شورای اسلامی به‌عنوان نماینده حوزهٔ انتخابیهٔ ایذه، از استان خوزستان در مجلس شورای اسلامی حضور داشت.